# Kingsland (Texas)
Kingsland es un lugar designado por el censo ubicado en el condado de Llano en el estado estadounidense de Texas. En el Censo de 2010 tenía una población de 6.030 habitantes y una densidad poblacional de 236,97 personas por km².

## Geografía
Kingsland se encuentra ubicado en las coordenadas 30°39′57″N 98°27′13″O / 30.66583, -98.45361. Según la Oficina del Censo de los Estados Unidos, Kingsland tiene una superficie total de 25.45 km², de la cual 23.42 km² corresponden a tierra firme y (7.96%) 2.03 km² es agua.

## Demografía
Según el censo de 2010, había 6.030 personas residiendo en Kingsland. La densidad de población era de 236,97 hab./km². De los 6.030 habitantes, Kingsland estaba compuesto por el 92.9% blancos, el 1.04% eran afroamericanos, el 0.5% eran amerindios, el 0.3% eran asiáticos, el 0.03% eran isleños del Pacífico, el 3.1% eran de otras razas y el 2.12% pertenecían a dos o más razas. Del total de la población el 10.12% eran hispanos o latinos de cualquier raza.